# Imbert du Puy
Imbert du Puy, le cardinal du Puy (né à Montpellier en Languedoc-Roussillon et mort le 26 mai 1348 à Avignon) est un cardinal français du XIVe siècle. Il est un parent du pape Jean XXII.

## Repères biographiques
Imbert du Puy est prévôt de Saint-Paul-de-Frontignan et protonotaire apostolique.
Du Puy  est créé cardinal par le pape Jean XXII lors du consistoire du 18 décembre 1327. Le cardinal du Puy participe au conclave de 1334, au cours duquel Benoît XII est élu et au conclave de 1342, au cours duquel Clément VI est élu. Il est camerlingue du Sacré Collège en 1340.